# Wilf Mannion
Wilfred "Wilf" James Mannion (Middlesbrough, 16 de maio de 1918 - 14 de abril de 2000) foi um futebolista inglês, que atuava como atacante.

## Carreira
Wilf Mannion fez parte do elenco da Seleção Inglesa de Futebol que disputou a Copa do Mundo de 1950 no Brasil.

## Ligações Externas
- Perfil em FIFA.com (em inglês)